# 篠塚規
篠塚 規（しのづか たかし）は、日本の医師。千葉大学医学部客員教授。日本旅行学会専務理事。千葉県出身。父は東京医科歯科大学教授。

## 来歴
東京都立秋川高等学校を経て、1975年に千葉大学医学部を卒業した。
日本医療センターにて研修後、米国ピッツバーグ大学医学部重症疾患ユニットに勤務。
米国ジョンズ・ホプキンス大学医学部で小児神経外科研修。
帰国後、横浜での勤務医。その後、英文診断者の作成や医学翻訳者要請を手掛ける「オフべス・メディカ」専任医を経て、旅行外来（トラベルクリニック）及びバイリンガルスタッフによる対応で外国人診療を行う 「千駄ヶ谷インターナショナルクリニック」を設立、院長へ。

## 日本旅行医学会
2001年に「統計的なアプローチを通して、旅行、留学、海外赴任の安全と快適のための、 科学的根拠のある具体的で分かりやすいメッセージを発信していこうという」のが基本コンセプト 日本旅行医学会が設立された。現理事長は4代目の森 千里千葉大学大学院医学研究院 環境生命医学 教授／千葉大学予防医学センター長 で専務篠塚は専務理事を務めている。2002年、日本における旅行医学への貢献が認められ、ヨーロッパ旅行医学会より「ユリシーズ賞」が授与された。 現在は、コロナ対策に力を入れている

## WHOとの関係
2013年5月からWHOの「International travel and health」の編集会議に編集員として参加。 WHOグリーンブック編集委員、Journal of Travel Medicine編集委員である。

## 著書
- 『50歳からの旅行医学ー快適・安全・楽しい旅への76の知恵』講談社<講談社+α新書、2005年8月
- 『実例による英文診断書・医学書類の書き方』2011年8月